# العراق في الألعاب الأولمبية الصيفية 1992
شاركت العراق في دورة ألعاب أولمبية صيفية 1992، برشلونة، إسبانيا، ب9 مشاركين.